# Otto Most (Politiker)

Otto Most 1920

Otto Most (* 13. September 1881 in Markranstädt; † 18. Dezember 1971 in Duisburg) war ein deutscher Politiker der DVP.

## Leben und Beruf
Nach dem Abitur auf der Lateinhauptschule in Halle (Saale) studierte Most, der evangelischen Glaubens war, ab 1899 dort und in Prag Staatswissenschaften. Während seines Studiums wurde er Mitglied beim Verein Deutscher Studenten Halle und beim Verein Deutscher Studenten Prag. Nachdem er 1903 zum Doktor der Staatswissenschaften promoviert worden war, arbeitete er zunächst bei der Handelskammer in Halle. 1904 ging er für ein Jahr an das Kaiserliche Statistische Amt, um dann 1905 bis 1907 in der Stadtverwaltung in Posen tätig zu sein. Ab 1905 war er nebenberuflich auch als Dozent an verschiedenen Hochschulen und an Bildungseinrichtungen für den öffentlichen Dienst tätig. 1907 wechselte er in die Verwaltung der Stadt Düsseldorf, wo er von 1911 bis 1915 das Amt eines besoldeten Beigeordneten versah. Im Ersten Weltkrieg wurde er mit dem Eisernen Kreuz am weißen Bande ausgezeichnet. Von 1920 bis 1944 war er Hauptgeschäftsführer der Niederrheinischen Industrie- und Handelskammer Duisburg. Zudem war er ab 1926 Dezernent an der Westfälischen Verwaltungsakademie Bochum und ab 1927 im Nebenamt Privatdozent an der Universität Münster. Am 26. April 1929 wurde er zum Honorarprofessor ernannt. Im Februar 1931 unterlag Most knapp dem Staatsparteiler Wilhelm Külz bei der Wahl zum Oberbürgermeister von Dresden. 1933 trat er der NSDAP bei. Nach dem Zweiten Weltkrieg war er von 1949 bis 1961 Präsident des Zentralvereins für deutsche Binnenschiffahrt. Er veröffentlichte mehrere Werke zur Wirtschaftsgeschichte der Rheinlande.
Er war wie Gustav Stresemann Mitglied der Berliner Freimaurerloge Friedrich der Große.

## Abgeordneter
Dem Kreistag im Kreis Dinslaken gehörte Most 1916/17 an, dem rheinischen Provinziallandtag während seiner Zeit in Sterkrade. 1919/20 war er für die DVP Mitglied der Weimarer Nationalversammlung, anschließend bis 1928 dann Reichstagsabgeordneter der DVP, für die er 1929/30 auch im Stadtrat von Duisburg saß.

## Öffentliche Ämter
Most wurde 1916 Bürgermeister und 1917 Oberbürgermeister der Stadt Sterkrade. Er übte das Amt bis 1920 aus.

## Veröffentlichungen
- Die Schuldenwirtschaft der deutschen Städte. Jena 1909.
- Die Gemeindebetriebe der Stadt Düsseldorf. Leipzig 1909.
- Bevölkerungswissenschaft. Berlin 1913, 2. verbesserte Aufl. ebd. 1927.
- Geschichte der Stadt Düsseldorf. Bd. 2: Von 1815 bis zur Einführung der Rheinischen Städteordnung (1856). Düsseldorf 1921.
- Wirtschaft und Gemeinde. Jena 1926, 2. Aufl. ebd. 1926.
- Zur Finanz- und Steuerreform. Kritisches und Programmatisches. Jena 1930.
- mit Bruno Kuske, Heinrich Weber (Hrsg.): Wirtschaftskunde für Rheinland und Westfalen. Hobbing, Berlin 1931.
- Der Rhein als Wirtschaftsgestalter. Duisburg 1937.